# Макс Лебер
Макс Лебер (нім. Max Leber; 3 січня 1891, Кенігсберг — 25 листопада 1971, Гарміш-Партенкірхен) — німецький військовий ветеринар, доктор ветеринарії, генерал-майор ветеринарної служби вермахту (15 лютого 1945).

## Біографія
1 квітня 1910 року вступив однорічним добровольцем в 3-1 кірасирний полк. Після служби вивчав ветеринарію. Учасник Першої світової війни, ветеринар 16-го парку військового транспорту, потім — 14-го армійського корпусу і 5-го пішого артилерійського полку. Після демобілізації армії залишений в рейхсвері, з 1923 року служив при військовому ковалі-інструкторі в Берліні, з 1928 року — другий асистент. 30 листопада 1928 року звільнений у відставку.
15 жовтня 1937 року повернувся в армію і призначений ветеринаром 67-го піхотного полку. З 1 квітня 1938 року — головний ветеринар 4-го артилерійського полку, з 21 лютого 1943 року — армійської групи «Кемпф». 8 травня 1945 року взятий в полон радянськими військами. 22 квітня 1950 року звільнений.

## Нагороди
- Залізний хрест 2-го і 1-го класу
- Почесний хрест ветерана війни з мечами (1934)
- Медаль «За вислугу років у Вермахті» 4-го, 3-го і 2-го класу (18 років; 1937) — отримав 3 нагороди одночасно.
- Медаль «У пам'ять 13 березня 1938 року»
- Медаль «За Атлантичний вал»
- Хрест Воєнних заслуг 2-го і 1-го класу з мечами
- Медаль «За зимову кампанію на Сході 1941/42» (1942)